# 悟り
悟り、覚り（さとり）は、サンスクリット語のボーディ（梵: bodhi、菩提、目覚め）の一般的な訳語であり、仏教の概念、仏語である。迷いの世界を超え、ダンマ（ダルマ、法、真理）に目覚めること、体得することであり、迷いの反対である。また、その体験の自覚的内容である真実の智慧（般若）。仏教におけるダンマは、釈迦（ゴータマ、仏陀）が発見した真理である。なお、悟りは必ずしも神秘体験ではない。
日常用語としては、理解すること、知ること、気づくこと、感づくこと、察知などを意味する。
仏教が紹介された近代西洋で独自に解釈され、永遠主義者（永遠の哲学の支持者）やニューエイジャーは、悟り（英: enlightenment）とは、人に完全な解放・真の終着点をもたらし、永続的に賢者や仏陀（悟りを開いた人、覚者）に変える究極的な神秘体験であり、全ての宗教に共通する普遍的な目的であり、全ての宗教に共通する核心だと考えている。

## 概要
悟りとは、サンスクリット語の bodhi の訳語である。bodhiは語根 √budhi に由来し、目覚めること、知ることを原意とする。『古事記』では智、知を「さとり」と訓じた。bodhi は、悟、真実に目覚めるという意味で覚（かく）、さとる、さとすという意味の漢語の覚悟、修行の結果得られるものであることから証（證）、証得、証悟等と漢訳されるまた、道（どう）、得道などと漢訳される場合もあるが、これは意訳であり、中国古典における根元的実体である道と同一視したものである。音訳は菩提。仏教では人間の実存に根強くまつわる現実の苦悩から解放され自由となった状態を、涅槃、解脱、成仏などと呼び、悟りは、煩悩を滅した状態である涅槃（ニルヴァーナ）、輪廻を脱した状態である解脱（モクーシャ）と同義である。釈迦（ゴータマ、仏陀）は自身の悟りについて、「いまここに『解脱』して自由になる」、「『涅槃』に入る」等と説いたと伝えられ、弟子たちの仏教集団は釈迦を「仏陀（目覚めた人）」と呼んだり、彼の悟りを「ボーディ（菩提、目覚め）」と呼ぶようになった。仏陀（梵: buddha）は bodhi と同じ語根に由来する。また、禅宗において根本的な悟りを得ることを大悟（たいご）という。
悟りは仏教の究極の目的、根本目的であり、仏教の修行道の極致の特徴と言える。悟りは、貪り、怒り、愚かさといった煩悩が除かれた心境であるが、ものを正しく見る目（正見）、智慧を伴っていなければならず、単に煩悩のない状態が悟りではない。なお、悟りとは、一度悟ればそれで完成というものではなく、悟りの実質は、絶えず煩悩を超克し続ける実践にある。
悟りは智慧（プラジュニャー（サンスクリット語）ないしパンニャー（パーリ語）。音訳：般若）を本質とし、その原型は釈迦が35歳で涅槃に達し仏陀となった時の悟りである。
釈迦は紀元前の南アジア（現在のインドとネパールの国境付近）に生きた人物で、シャカ族の王子として生まれ、不自由のない生活をしていたと思われ、結婚して息子をもうけたが、出家した。出家の理由は、晩年の回想によると「善を求めて」のことである。沙門（シュラマナ）と呼ばれるヴェーダの権威を認めない修行者について禅定（瞑想）を行ったが満足できず、壮絶な苦行を行うが悟ることはできず、青年時代に禅定を行った際に静かな喜びに満ちた境地（四禅の初禅）に至ったことを思い出し、これが悟りへ至る道だと考え、村娘スジャータから乳粥の供養を受けて体を癒し、アシュヴァッタ樹（菩提樹）の元で禅定に入り、ついに悟りを開き、涅槃（迷いや煩悩が消えた平安静寂の境地）を得、知と見が生じ、輪廻を断ったとされる。
釈迦が迷いから悟りへ転じた究極的・決定的な体験は、『ウダーナ』（自説経）では「もろもろのダンマ（法）が顕れる（現れる）」と表現されている。『ウダーナ』や『ヴィナヤ・ピタカ』（律蔵）に記されるところによれば、釈迦（仏陀）の悟りとは「ダンマ（法）が顕わになる」ことであり、これが悟りの原点である。仏教の出発点は、現実の人生における人間、釈迦の苦悩であり、釈迦が覚者たる仏陀となったことを起源とし、釈迦を仏陀とならしめた「ダンマ（法）」が中心問題である。仏教（仏道）は、仏（仏陀）、法（ダンマ、仏陀が発見した真理）、僧団（サンガ、ダンマを受け継ぐ集団）の三法を基盤とする。
仏教学者の玉城康四郎によると、ダンマとは「形のない命のなかのいのち、ダンマとしかいいようのないもの」であり、ダンマが釈迦の全人格に通徹することで仏陀（目覚めた人）となった。仏教において釈迦は、現実の苦悩から正しく完全に自由になり、この解放の原理となるダンマ（法）とそのマールガ（道）とを自覚し獲得した覚者であるとみなされており、釈迦は、彼自身と同じ道を同じ方法で修行し工夫するならば、同じく悟りを得て覚者になり仏となることができると説いた。仏道（仏教）の実践のよりどころとはダンマであり、原始仏典におけるダンマは、「いかなる所、いかなる時においても妥当する永遠の理法、真理」を意味すると考えられ、『ヴィナヤ・ピタカ』では、ダンマは深淵で容易に理解し難く、分別の領域を超えており、不死（妄執を滅ぼし、生に執着せず、生死を超越した状態）を与えるものであり、涅槃に導くものと語られている。生成流転する現実世界の在り様の中に求められるもので、ありのままの知見（如実知見）によって現れ、見られるものであり、主体的思索により直観的に把握されると考えられる。仏教において崇敬の対象となるのは、神、人格神ではなく、人々を悟らしめ、仏陀たらしめる非人格的法であるダンマ（法）である。ダンマは、ヴェーダにおける世界の秩序の根源の概念リタ（天則）に取って替わった言葉で、古くから使われており、釈迦や最初に説法を聞いた五比丘も、従来の意味を前提にダンマという言葉を受け止めていたと考えられるが、仏教では理法、真理の法という意味に加え、仏教の独自の概念である五蘊等の現象世界を成立せしめる物質的・心理的な基体的存在という意味も含む。
如実知見は、縁起の道理（現代人が「因果律」と呼ぶような一種の自然の法則あるいは秩序）と一体的なものであり、『マッジマ・ニカーヤ』（中部）では「縁起を見る者はダンマ（法）を見る。ダンマを見る者は縁起を見る」といわれる。縁起を見るとは、「縁起した諸法によって成り立つ人間存在の苦の生起とその滅を観じること」であり、単に分別を捨てるのではなく、それを超えていく立場を示す。縁起の道理に目覚め、縁起の道理を理解・体得する智慧によって悟りが開かれる。全ては縁起したものであるから、無常であり、それ自体を根拠づける不変な本質はなく、不変なものは何一つない（非我、無我）が、人間はこれを理解せず、常住性を期待しては裏切られ、アートマン（我、自己）ならざる無常なものである何かを、「わがもの」、我の延長と誤認して執着し、そこに苦が生じる。苦の本質とは、「自己の欲するようにならないこと」であり、その原因は欲望にあり、欲望とは、渇きに喩えられるような、人を根底から突き動かすものであると考えられた。釈迦は欲望を苦であると考えた。欲望と苦（生老病死の四苦等）は自己の身体と深く関わり、欲望は本能的、衝動的と言われる。人間は欲望に基づいて生存の快楽に囚われ、欲望から執着が生じ、執着の対象に心を捉えられ、苦しんで生きることになる。なお、悟りを求める者は、苦の超克を求める者であり、全ての人間が悟りを求めるわけではない。このように釈迦が説いた縁起の道理は極めて合理的で、ある意味で科学的とも言えるようなものであった。釈迦は「苦しみ」と「苦しみからの最終的な解放」を縁起の道理によって説いており、彼が「縁起」を「ダンマ（法）」と呼んだかは不明であるが、その教えを継いだ仏道者たちは「縁起」を釈迦の「ダンマ」と見なした。
初期の教典である『スッタニパータ』（経集）に「悟り（bodhi）」という項目はなく、老い、争い、欲望といった具体的な問題それぞれに対処する心得が教えられ、これらの迷いに挑む修行者が讃えられており、宗教学者の山折哲雄は、初期の仏教における悟りの内容は抽象的なものではなく、それぞれの具体的な苦悩を超克することであったと推定している。悟りは抽象化し、後には悟りの絶対性を表すために、「阿耨多羅三藐三菩提（あのくたら さんみゃく さんぼだい）」（「無上の真実なる完全な悟り」）といった仏教における標語となり、唱句となった。
釈迦は当時の世俗的な幸福の概念を全否定し、生死の繰り返し（輪廻）は苦そのものであり、真の安楽とは輪廻から逃れることだと考え、輪廻の原動力である業（カルマ）を生み出さない状態になり、それを維持することを目指した。生命の本質である生きようとする欲望・希望が人間に強い意思作用を生じさせ、それが業を生み、業が輪廻を発動するため、釈迦はものを正しく見る目、智慧を具え、縁起の道理を理解し、生命が生きようとする欲望・希望から生じる意思作用を抑制し、ごく自然な衝動である幸福のために行動したいという思いを捨て、心を善悪の意思を離れた中立状態に維持することで、業が生じない境地を得た。この教えと、本能的に生じる意思作用を制御する訓練の実践方法を望む人々（弟子）に教え、これを継続的に実践し正しく伝授するための場として仏教集団、サンガ（僧伽）が形成された。
釈迦は悟りを開いた後、その境地を楽しんだが、自身のが悟った真理は思考の域を超え、深淵で理解し難く、他の人々に教えたところで無意味であろうと考え、説法しようとは考えなかった。その思いを知った世界の主である梵天に請われ（梵天勧請）教えを説くようになったと伝えられ（聖求経）、釈迦に続き多くの弟子たちも悟りに達したという。釈迦の説法は、自身の悟りの体験を言語化して人々に伝え、その境地に導くことが根本にあった。釈迦が説法を決意したのは人々への慈悲ゆえであり、仏教では、それぞれの人間が己を最も愛しく思うからこそ他者への慈悲が強調される。時を経て釈迦は、ダンマに目覚め悟ったのは自分が最初ではなく、過去にもダンマに目覚めた仏がおり、未来の仏道者たちも悟りに至るだろうと考えるようになり、ダンマは「永遠に顕わになり続けているもの」とみなされ、如来と名付けられ、大乗経典への基礎となった。大乗経典の『般若経』における般若波羅蜜多（智慧の完成）は、釈迦のダンマにあたる。
初期仏教において、悟りの内容は四諦として体系化され、執着（渇愛）を滅する方法は八正道（四諦のうち道諦）として整理されており、悟りは体系的に言語化され理解されるという知的側面があるが、八正道に実践が含まれているように、実践を通して体得されるものである。仏道を志す者が言語のみの学びに留まることはなく、必ず実践道（定）が伴う（三学）。
初期仏典における悟り・解脱に達する主な伝承の類型は、①四禅を経て三種の明知（vidyā / vijjā）を得、四諦を認識して悟る「四禅三明説」、②比丘が四禅を経て六神通（abhijñā / abhiññā）を得、四諦を認識して悟る「四禅六通説」、③菩薩が十支または十二支縁起を認識して仏陀と成る縁起成仏説があり、四諦（①②）と縁起（③）に大別される。この3つは後世への影響が大きかった。
悟りは様々に理解され、例えば、インド仏教の中観派の龍樹（ナーガールジュナ）の『中論』では戯論寂滅（全ての分別が消滅して平安となる）が悟りであり、唯識派（瑜伽行派）の無著（アサンガ）の『摂大乗論』では、「最清浄法界より流れてくる響きを聞き、それが全人格体に染みついて、ついにアーラヤ識（迷いの源泉たる根本意識）が転換する」ことが悟りである。インド中世初期に隆盛した宗教実践体系タントラでは、「されるものと象徴それ自体は同一である」というヨーガ（瑜伽。神秘的合一）の論理に基づいて、瞑想の中で尊格を映像的に描いて観想し一体化するというヨーガにより自己と神や仏が同一であると証得することが目指され、タントラの一部である密教（タントラ仏教）では、仏を観想するヨーガが行われ、その道具として曼荼羅やタントラ、印契が用いられた。また、クンダリニーやチャクラ、ナディー（脈管）の概念から成る仮想の霊的身体微細身を前提に、脈管を流れるエネルギーの動きをヨーガによってコントロールすることで自己の意識を解体し、構想概念のない無分別智を作り出すという、映像化を伴わない瞑想も行われた。後期密教では、象徴に表現された仏の世界の女性原理を般若波羅蜜（仏母、悟りを生む智慧）として認識し、般若波羅蜜と同置された生身の女性（大印、マハームドラー）と性ヨーガ（男女の性行為を導入した瞑想法）を行うことで悟りが得られるとした。中国仏教の天台宗では、10種の観法の実践により不可思議境の境地に至ることが悟りであり、華厳宗では、縁起とは形のない法身仏毘盧遮那仏のあらわれであると知り、仏道を行じ続け毘盧遮那仏に融没することが悟りであり、禅宗では、ひたすら座禅に打ち込み、師から弟子へ以心伝心で正法を伝え、自己の本性を徹見して己の仏性に気づき、成仏することが悟りであり、浄土教（浄土宗）では、悟りの場所は現世でなく極楽浄土とされ、阿弥陀仏の本願力を支えに念仏を行じ極楽往生すること（他力本願）が救いであり、浄土で修行して成仏・悟りを目指すとされた。教判（仏教の分類のひとつ）では、修行に努力しこの世での悟りを目指す仏教を聖道門、阿弥陀仏にすがり、極楽往生し極楽で悟りを得ようという仏教を浄土門といい、浄土門は聖道門を自力門・難行道とみなし、浄土門は他力門・易行（いぎよう）道であるとする。聖道門は、一切の衆生は仏性を有すると考え、一方浄土門は「罪悪生死の凡夫」という人間観を持ち、それが道の違いにつながっている。浄土教では、釈迦の時代は遠く釈迦から直接教えを受けることはできず、その教理は深遠で凡夫には理解しがたいとして、聖道門を悟ることは難しい教えとして退ける。

### 英訳
悟り、「bodhi」は「awakening」（覚醒）や「enlightenment」（enlightening（啓発・啓蒙）された状態、光明）と英訳される。ドイツの文献学者で東洋学者のマックス・ミュラー（1823-1900）が「bodhi」を「enlightenment」と訳し、仏教における霊的・精神的達成を表す用語として広く用いられ、二次文献で確立されてきた。英語辞書では、仏教における意味として「a final blessed state marked by the absence of desire or suffering（欲望や苦悩のない究極の恵まれた状態）」と説明されている。しかし、「bodhi」は釈迦を「仏陀」（目覚めた者）たらしめたものであり、厳密には「enlightenment」ではなく「to be awakened」の方が正確である。「enlightenment」は西洋における文化的・歴史的背景があり、「enlightenment」という訳語は、言葉が持つイメージを悟りにオーバーラップさせるため、誤解を招く可能性があると批判する研究者もいる。
日本の禅宗における悟りは、英語では「Satori」と表記されている。

## 漸悟と頓悟
インド仏教では、悟りには段階があるとされ、現実の苦を超克し悟りに達するには無限とも言える時間（三阿僧祇劫）が必要であり、輪廻を繰り返して修行を重ねることで、ようやく悟りに近づくことができると考えられた。修行者はたゆまぬ訓練で段階的に悟りの体験を深化させていく。順序を追ってだんだんと悟ることを漸悟という。密教は、この世において悟りを獲得し解脱に至ることができる（即身成仏）と説き、悟りに至るまでに膨大な時間がかかるとする仏教を顕教と呼んだ。
中国仏教では、今のこの人生を輪廻を繰り返し修行を重ねた悟りへの最終段階と考え、全ての人間は皆仏性を備え、清浄であり（自性清浄）、智慧と徳性をも具えており、本来そのまま仏であるという「本来成仏」の理を前提に、一挙に悟る頓悟を説いた。中国で生まれた禅宗には、漸悟の北宗禅と頓悟の南宗禅があり、北宗禅は大勢力を誇っていたが、安史の乱で両京が破壊されたことで支持基盤を一気に喪失して衰退、消滅し、以降禅宗は南宗禅の系統が発展した。中国仏教では、漸悟も頓悟の存在を前提とするものとなり、漸悟も頓悟的に受けとめられている。

## 悟りは神秘体験か
宗教学者の洗建は、ヨアヒム・ワッハが定義した宗教経験が深まると、「大いなるものと直接に交流し触れ合ったというような、日常の経験とは類を異にする強烈な特異な経験が開ける」として「神秘体験」と呼び、禅宗の「悟り」「身心脱落」「見性」等も含まれるとしており、幕末明治期の禅僧で禅のイメージの形成に影響の大きかった今北洪川が語る、自身の悟りの体験は、神秘体験を思わせるものである。一方、宗教心理学者の大村哲夫は、悟りの概念を歴史的に検証した結果、これまで語られているほど悟りと神秘体験は一体とみなされてこなかったことが分かり、よって悟りに神秘体験は不可欠ではないと結論付けている。

## 女性の出家と悟り
密教研究者の正木晃は、「おそらく仏教は、女性が悟りを得ることをもともと考えていなかった。 これは周知の事実であろう。」と述べている。釈迦は女性の出家に積極的ではなかったが、釈迦は女性も男性と変わらず道果を得る、修行して悟ることができると明言したといわれ、釈迦の元で女性も出家し、阿羅漢尼も多数存在した。とはいえ、女性出家者は男性出家者に比べ圧倒的に少なかった。釈迦の養母で継母（母の妹で父王の後妻のシャカ族の王妃）のマハーバジャーバティー・ゴータミーは、釈迦に出家を願い許されるまであきらめず、最初に出家を認められた女性であり、釈迦に「わたしの直弟子の中で、広識多智において第一である」と称賛されたという。
仏教は、マヌ法典に見られるようなインド・アーリア文化の男尊女卑を取り入れている。パーリ経典等の初期経典には「正自覚者（仏陀）や転輪聖王が女として生れることはありえない（およそ女性が阿羅漢・正覚者となるような道理は存在しない、と知っていることが賢者の条件である）」という記述があり、女性は最もすぐれた悟りを得ることはできないされていた。『ヴィナヤ・ピタカ』（律蔵）の「チュッラ・ヴァッガ」（小品）では、ゴータミーはシャカ族の多くの青年が出家した後に出家を願い出たが許されず、アーナンダの取り成しでようやく出家を許されたが、釈迦はアーナンダに対して、女性が出家しなければ、自分が死んだ後も正しい教えは1000年続くが、女性の出家を許せば、その半分の500年間のみになってしまうと嘆き、女性出家者の存在を「水田に発生する白黴（カビ）病」「サトウキビのさび病」と喩えて警鐘を鳴らし、女性が出家して男性の教団に加わることを憂慮したと伝えられる。また釈迦は、ゴータミーの出家に際し、女性の出家を許し比丘尼教団を認める条件として八敬法を作って順守を求めたが、この要点は女性出家者は男性出家者に常に従う（男性出家者からすると、女性出家者を常に保護する責任を負う）というものであった。多くの仏典ではゴータミーは謹んでこれに従ったとされるが、『摩訶僧祇律』や『五分律』、『中阿含経』では、ゴータミーは、出家して100歳になった女性出家者であって今日出家した男性出家者に敬礼する（年齢や道に関係なく女性出家者が下であることを示す）という条件に異議を持ち、これだけは除外してほしいと頼んだが、釈迦はこの条件は道理にかなっているとして受け入れなかったとされる。またアーナンダは釈迦の死去後、弟子が集まって彼の教えを整理する結集に先立ち、長老たちから、女性の出家を釈迦に強要した、それは悪作または突吉羅の罪だとして責められている。つまり釈迦の死去後、仏教教団では女性出家者を否定する意見が表面化し、それは長老たちに認められている。
大乗仏教の菩薩道（六波羅蜜）は、仏陀の教えに従って悟りを得る「阿羅漢果」の成就を目指すのではなく、自ら仏陀となる「成仏」を修行の目的にしたが、先行する経典等にある女性差別を教義の中心に組み込んでおり、仏教本来の平等思想と修行道に埋め込まれた女性差別思想との齟齬という悩みを抱えることになった。そのため、『法華経』の龍女成仏（幼い龍女が女から男に変じ成仏する物語（変成男子）等も語られた。上座部仏教でも、辟支仏（びゃくしぶつ）と仏陀（正自覚者）を目指す菩薩（菩提を求める者）は男根（性具）があることが条件とされたが、仏道の入り口は女性にも開かれてはいた。
密教の修行法である性ヨーガは概ね男女一対一で行われ、同じ相手と長期の修行を続けたと思われ、女性パートナーの存在が大きく、性ヨーガが流行した8-10世紀インドには、悟り（シッダ）を得たいわゆる大成就者（マハーシッダ、タントラの実践によって悟りを得た者）には女性もいたと伝えられる。仏教の宗派の開祖となった女性は歴史上チベット仏教シチュー派の開祖マチク・ラプドゥンマ（11-12世紀）一人のみであり、彼女は性ヨーガを行い悟りを得たと伝えられる。チベット仏教のツォンカパは、生身の女性と性ヨーガを行うことを否定し、修行者の霊的な力で女性パートナーを顕現させて行うことを求め、彼以降に女性の偉大な密教者は出ていない。

## 悟りと一神教
悟りや、時にこれと同一視される解脱、涅槃、真我、梵智といった用語は全てインドに起源があり、完全な、最終的な解放という考えは、ユダヤ教、キリスト教、イスラム教にはほとんど馴染みのない概念である。これらアブラハムの宗教は一神教であり、被造物である人間が神によって創造された本性を完全に克服することは不可能で、神秘的な達成の頂点にあっても神に従属したままである。
悟りはアジア全域に広まったインド的な概念であり、今日西洋で見られる悟りの概念は、20世紀に欧米で代替的霊性を形成したアジアの宗教から来たものと考えられる。

## 西洋

### 西洋での広がりと変質
エドウィン・アーノルドは『アジアの光（The Light of Asia）』（1879年）で、釈迦の生涯を詩的に描き、悟りを開いた人の体験を詳細に描写して西洋に悟りのモデルを提示し、大衆の想像力をかき立てた。
神智学のヘレナ・P・ブラヴァツキーはヒンドゥー教と仏教の教義を新プラトン主義と統合し、涅槃をすべての宗教の目標と考え、彼女以降、悟りは三昧（サマーディ）と呼ばれる神秘体験と結び付けられた。神智学では、たゆまぬ努力がなければたどり着けない人類進化の最終局面である、一種の集団的涅槃を目指しており、涅槃に達しているが人類を導くためにそれを放棄したマハートマー、つまりマスターが存在するとされた。ブラヴァツキーはそのグループであるグレート・ホワイト・ブラザーフッドの使者であり、神智学協会は彼らの導きを受けていると主張しており、仏陀になりうるが衆生の救済のために成仏せず菩薩であり続けるという大乗仏教の菩薩という理想が取り入れられている。
ヒンドゥー教の導師ヴィヴェーカーナンダと哲学者・心理学者のウィリアム・ジェームズは中核的な神秘体験という考えを主張しており、神秘主義を宗教の核心とみなした超絶主義の影響を受けていた。ヴィヴェーカーナンダは『ラージャ・ヨーガ』（1896年）で三昧の達成から生じる状態を説明するのに enlightenment という英語を使い、心霊研究家のフレデリック・マイヤーズの研究に基づいて、三昧を超意識と説明して無意識と対比し、永遠主義的なやり方で、三昧を達成できるラージャ・ヨーガは「宗教の科学、すべての崇拝、すべての祈り、形式、儀式、奇跡の根拠」であり、ヨーガには進化をもたらす力があると主張した。ヴィヴェーカーナンダにとって比較宗教は、様々な宗教の比較によって宗教を一つにまとめ上げる（綜合化する）ことを可能とする「科学的方法」であり、諸宗教の綜合化から「宗教の共通の精髄（本質）」に達することができると考えた。
禅についての著作を英語で書いた鈴木大拙は、ヴィヴェーカーナンダと同様に宗教の経験的性質を強調し、「悟りとは、究極的かつ絶対的で、肯定することのできる真理を個人的に悟ることである」と主張した。鈴木大拙の論には、コンコーダンス（一致・調和）とシンクレティズム（混合主義）の傾向が見られ、ジョン・ケージやオルダス・ハクスリーなどのカウンターカルチャーの巨人たちに影響を与え、ヴィヴェーカーナンダの世界と60年代のカウンターカルチャー運動の橋渡しを担った。ヴィヴェーカーナンダと鈴木大拙は、悟りを永続的な状態、人を賢者や仏陀に変えた状態として提示したが、悟りが最終的なものであるとは特に強調していない。
サイケデリック体験に関する最も重要な初期の理論家の一人オルダス・ハクスリーは、鈴木大拙の影響を受けただけでなく、ヴィヴェーカーナンダと密接な関係があった。彼の『永遠の哲学』（1946年）は「悟った人々」による「霊感を受けた著作」から選りすぐり、ハクスリーの解説を添えた選集であり、悟りを「完全な解放」であり「真の終着点」であると説明している。ハクスリーはこの本で、様々な伝統の神秘主義者を永遠の哲学の証人とし、悟りをあらゆる経験的・神秘主義的な宗教の目標とみなしている。ハクスリーによって、悟りは普遍的なものと認識されるようになった。またハクスリーは幻覚剤の実験を通して、幻覚剤により一時的な悟りが可能であるとし、神秘体験は「一時的な悟り」として悟りの下に置かれるようになった。

### ニューエイジ
多くのニューエイジャーは、悟り（enlightenment）が霊的・精神的発達の最終目標であると信じており、ニューエイジにおいて非常に重要な概念である。彼らは、悟りを開いた覚者が存在すること、そうした覚者と関わることは、望ましく、有益で、刺激的なことだと考えており、瞑想などの実践は、現世的な利益があるだけでなく、悟りを目指した行いだと漠然と考えている。真剣に悟りを開こうと努めるグループもあり、彼らは、覚者であり人々を悟りに導く「マスター」との関わりが不可欠だと考えている。多くのニューエイジャーは、特別なつながりを感じるマスターの写真を飾ったり、精神世界系の書店やネットで買ったマスターの書籍を所有していたりする。このような悟りを開いたマスターは特定の宗教伝統の系譜に連なることが多いが、ニューエイジャーが異なる宗教伝統から霊感を受けることはほとんどない。宗教学者のオラフ・ハマーは、ニューエイジは多くの学者が考えるより均一であると述べている。
ニューエイジでは到る所に悟りの概念が見られ、見慣れたものになっているが、欧米人にとっては異質な外国の文化であり、不透明な概念である。
ニューエイジャーは、起源や概念的つながり、歴史が異なる「究極の解放」の概念を同一視する傾向がある。輪廻からの解放という考え方は、ヒンドゥー教、仏教、ジャイナ教、シク教の根本的なテーマであるが、この「究極の解放」がどのようなものか、何と呼ぶべきか、「究極の解放」に至るために何が求められるかについての考えはかなり異なる。涅槃（ニルヴァーナ）は仏教、解脱（モクーシャ）は、ヒンドゥー教の道の目標を示すために主に使用されている。近代西洋哲学（倫理学）の概念である自己実現（self-realization。自我実現、自己の完成、自己の発展完成）は、アートマ（真我）、またはブラフマ・ジュニャーナ（梵智）の同義として主にヒンドゥー哲学のヴェーダーンタ学派で使用され、近代西洋にヒンドゥー教を紹介したヴィヴェーカーナンダや、ヴィヴェーカーナンダと同じ意味で禅宗の解説書で使った鈴木大拙のような人物を通じて、ニューエイジの悟りの概念に大きな影響を与えた。ニューエイジでは enlightenment は、解脱（liberation（（魂の）解放））、涅槃、自己実現（self-realization）などの用語と同義と理解されている。ニューエイジの enlightenment（悟り）の概念は、キリスト教における神の照明（神の啓示、羅：illuminatio、illustratio）の概念に関連してはいるが、地上に生きる存在として到達できる完全な、最終的な解放の状態が強調されており、神の照明とは区別する必要がある。
ニューエイジにおいて悟りを開く経験は、悟りという境地を描き悟りを開いたマスターと、その経験を実証する物語の中で語られ（ニューエイジャー向けのマスターの悟りの物語の集成は、時にいい加減な切り貼り方式で作成された）、悟りは超越的な真実（reality）との遭遇または融合、つまり神秘体験として説明されている。神秘主義とは、「何らかの認識や洞察に達するため、神との一体化に至るため、または究極の現実を直接体験するために意図的に行われる特定の宗教的システムや実践」を意味する。
ニューエイジャーは、神秘体験は普遍的なもので各伝統で解釈が違っても本質的に同じであるという、神秘主義の比較研究における「共通の核心（common core）」論に沿って、悟りを神秘体験として捉えている。こうした立場は永遠主義（ペレニアリズム（perennialism、永遠の哲学）としても知られ、ウィリアム・ジェームズ、オルダス・ハクスリー、ウォルター・ステイスなどと関連している。体験に解釈は不可欠と研究者たちは、異なる伝統の神秘体験は異なる解釈を伴うため別物であり、共通の核心論は厳密さを欠くとして異議を唱えてきた。永遠主義者が考える神秘体験とニューエイジャーが考える悟りの違いは、神秘体験は一時的であるのに対し、悟りは最終的なものだという点である。思想史家のバス・J・H・ジェイコブスは、悟りを全ての宗教の共通の核心とみなす信念群を「悟り永遠主義（enlightenment perennialism）」と呼ぶことを提案している。永遠主義と悟り永遠主義の軌跡は部分的に重なり合っている。
ニューエイジャーは、全ての真の宗教の目標は悟りであると主張している。イエスのような歴史的な宗教者を悟りを開いた覚者とみなし、パウロの著作ではなく山上の垂訓のような神秘的な傾向のある文献を証拠として引用し、組織化され制度化された宗教を、人々を悟りに導くことだけを望んでいた覚者であるマスターの教えの堕落とみなし、軽蔑する。悟りは宗教の信念の中心に位置付けられ、すべての真の宗教は悟りを広め、永続させる試みであると解釈される。
ニューエイジでは、悟りは宗教家だけでなく全ての人に開かれていると考えられ、講座、セミナー、書籍、映像等で悟りのテクニックを学ぶことができる。また、悟りは進化論的発達の終着点と説明される。ニューエイジの社会では、悟りはステータスの変化であり、他の人々に自分が悟りを開いた覚者だと納得させることができれば、利益につながる。悟りとは、最終的かつ完全な救済であり、ニューエイジャーたちは悟りの概念の上に、彼らが究極的価値と考えるものを思い思いに積み重ねている。
シンクレティズム（混合主義）的なヒンドゥー教系新宗教運動で、マスターを自認するインド人グルのバグワン・シュリ・ラジニーシ（オショー）が率いたラジニーシ運動の文献のように、日本語訳の際に英語の enlightenment を「光明」と直訳したものもある。

### 即座主義とネオ・アドヴァイタ運動
「即座主義（immediatism）」とは、典型的には、往々にして瞑想や長年の指導を受けての修行も全くなしに、特別な方法も何の媒介もなしに、真実（reality）に対する霊的洞察（悟り（enlightenment）や霊的・精神的な照明（illumination））をダイレクトに自然に得るという宗教的主張を指し、これはしばしば「悟り（enlightenment）」と呼ばれる。宗教学者のアーサー・ヴァースルイスによると、即座主義は「信仰の果実は欲しいが、その義務はいらない」アメリカ人に典型的なものである。ヴァースルイスは、インド学者のゲオルグ・フォイヤーシュタインが聖なる狂気または狂気の智慧の典型とみなした師は即座主義の典型であると考えている。こうした聖なる狂気の師には、フォイヤーシュタインの師であるアメリカ人精神教師アディ・ダや物議を醸したインド人グルのバグワン・シュリ・ラジニーシが含まれる。即座主義はプラトン主義にまで遡るヨーロッパの文化と歴史にルーツを持ち、永遠主義（永遠の哲学）も含むとされるが、ヴァースルイスは、即座で直接的な霊的・精神的知識と力の可能性を強調した超絶主義のラルフ・ウォルド・エマーソンをその重要な祖とみなしている。
バス・J・H・ジェイコブスは、アーサー・ヴァースルイスが言う、悟りの「即座主義」が明確に見られる唯一の例として、1990年代初頭に出現したネオ・アドヴァイタ運動を挙げている。これは非二元論運動としても知られ、一部の学者は「サットサン・ネットワーク」と呼んでいる。ネオ・アドヴァイタ運動は、悟りへの道などなく、人はすでにそこに到達しているのであり、自分が悟っていると知ることが重要だと主張する。サットサンズと呼ばれる交流イベントを中心に展開し、これはインド人グルのH・W・L・プーンジャ、通称パパジが行ったものに由来する。サットサンズでは、悟りを開いた指導者が参加者に対し、チベット仏教で「指摘による指導」（ngo sprod）と呼ばれる問答を行い、一連の質問、回答、ジョーク、コメントを通じて、参加者は自分がすでに悟りを開いていることに気付くよう巧みに説き伏せられる。このようにネオ・アドヴァイタ運動における悟りは、当人の努力なしに即時に得られるとされ、その簡単さから膨大な数の悟りを開いた指導者を生み出し、おそらくその結果、悟りという概念は総じて軽く見られるようになった。
ジェイコブスは、この運動の指導者の大多数は、ラジニーシと何らかの形で関わりがあると指摘している。ラジニーシの弟子の一人は、師の死後に多くの弟子がパパジのもとに流れていったと述べ、彼の晩年の禅宗をテーマとする教えとパパジのサットサンの類似性についてコメントしている。バス・J・H・ジェイコブスは、ラジニーシの悪評のために関連が軽視されがちであるが、現代のネオ・アドヴァイタ運動の流行と悟りの即座主義の起源を理解するためには、そのつながりを調査する必要があると述べている。
ヴァースルイスは、チベット仏教のマハームドラー（大印）とゾクチェンは「かなり厳格に管理された儀式と瞑想の実践と伝統の一部である」ため、伝統的なチベット仏教は即時主義ではないと述べている。また、東洋学者のR・C・ゼーナーにも言及し、ゼーナーは、アジアの宗教由来の非二元論は、多かれ少なかれアンチノミアニズム（反律法主義）、反道徳、反社会と不可分だとみなすようになったと述べている。ヴァースルイスは、伝統的なマハームドラーとゾクチェンの教えは秘伝であり、許された者だけが触れることができ、準備が必要なものであると指摘している。また彼は、真理主張（宗教的信念体系において真実とされる主張）に対するポスト・モダニズムの疑問とは対照的に、即座主義の師たちの確信を持っている感じが人々を惹きつけるのかもしれないと述べている。さらに、こうした即座主義の師たちは、しばしば他者へのコンパッション（思いやり、慈悲）の心がないと指摘されることに言及している。

## 類語・原語
正覚
語頭に“無上”や“等”など何らかの形容語がついたものを含めれば、日本で編纂された三蔵経である大正新脩大藏經に1万5700余みられるが、意味の異なる数種類以上のサンスクリットの単語・複合語の訳として用いられている。元となるサンスクリットの原意はその種類によって幅広く、初転法輪にかかわる意味から成仏に近似した意味、智波羅蜜に類した意味にまでに及ぶ。
開悟
日本語で悟りを開く意の「開悟」と漢訳されたサンスクリットは数種類ある。いずれのサンスクリットも「仏地を熱望する」など、彼岸行の始まりを示唆する婉曲な表現の複合語で、prativibudda の場合、開悟のほかにも「夢覚已」「従睡寤」と漢訳されることがあった。
悟
単独の訳語として用いられる数種類のサンスクリットのうち、日本の仏教で多用される「悟る」もしくはその連用形「悟り」に最も近いサンスクリットの原意は、「avabodha（目覚めたるもの）」という名詞と、「avabuddha（覚された/学ばれた）」という形容詞である。これらとは逆に、一つのサンスクリットが複数種類以上の漢訳語を持つケースは珍しくなく、anubodha, saṃvid, saṃjñā などの名詞は「知」「解」「一致」など数種類の漢訳語を持ち、「悟」と訳されることもあった。